# Bulbophyllum nasica
Bulbophyllum nasica är en orkidéart som beskrevs av Rudolf Schlechter. Bulbophyllum nasica ingår i släktet Bulbophyllum och familjen orkidéer. Inga underarter finns listade i Catalogue of Life.